# Coulomby
Coulomby és un municipi francès situat al departament del Pas de Calais i a la regió dels Alts de França. L'any 2007 tenia 626 habitants.

## Demografia

### Població
El 2007 la població de fet de Coulomby era de 626 persones. Hi havia 216 famílies de les quals 35 eren unipersonals (26 homes vivint sols i 9 dones vivint soles), 73 parelles sense fills, 104 parelles amb fills i 4 famílies monoparentals amb fills.
La població ha evolucionat segons el següent gràfic:
Habitants censats

### Habitatges
El 2007 hi havia 236 habitatges, 219 eren l'habitatge principal de la família, 8 eren segones residències i 10 estaven desocupats. 230 eren cases i 4 eren apartaments. Dels 219 habitatges principals, 199 estaven ocupats pels seus propietaris, 14 estaven llogats i ocupats pels llogaters i 5 estaven cedits a títol gratuït; 3 tenien dues cambres, 24 en tenien tres, 44 en tenien quatre i 148 en tenien cinc o més. 189 habitatges disposaven pel capbaix d'una plaça de pàrquing. A 99 habitatges hi havia un automòbil i a 102 n'hi havia dos o més.

### Piràmide de població
La piràmide de població per edats i sexe el 2009 era:
| Homes | Edats   | Dones |
| ----- | ------- | ----- |
| 0     | 95 o +  | 0     |
| 0     | 90 a 94 | 0     |
| 8     | 85 a 89 | 4     |
| 4     | 80 a 84 | 4     |
| 12    | 75 a 79 | 12    |
| 4     | 70 a 74 | 12    |
| 8     | 65 a 69 | 0     |
| 8     | 60 a 64 | 12    |
| 16    | 55 a 59 | 4     |
| 16    | 50 a 54 | 20    |
| 24    | 45 a 49 | 20    |
| 12    | 40 a 44 | 0     |
| 12    | 35 a 39 | 16    |
| 4     | 30 a 34 | 12    |
| 12    | 25 a 29 | 4     |
| 20    | 20 a 24 | 12    |
| 16    | 15 a 19 | 28    |
| 8     | 10 a 14 | 20    |
| 8     | 5 a 9   | 8     |
| 12    | 0 a 4   | 8     |

## Economia
El 2007 la població en edat de treballar era de 404 persones, 306 eren actives i 98 eren inactives. De les 306 persones actives 273 estaven ocupades (166 homes i 107 dones) i 34 estaven aturades (12 homes i 22 dones). De les 98 persones inactives 22 estaven jubilades, 23 estaven estudiant i 53 estaven classificades com a «altres inactius».

### Ingressos
El 2009 a Coulomby hi havia 217 unitats fiscals que integraven 619,5 persones, la mediana anual d'ingressos fiscals per persona era de 14.949 €.

### Activitats econòmiques
Dels 16 establiments que hi havia el 2007, 1 era d'una empresa de fabricació d'altres productes industrials, 7 d'empreses de construcció, 4 d'empreses de comerç i reparació d'automòbils, 1 d'una empresa d'hostatgeria i restauració, 2 d'empreses de serveis i 1 d'una entitat de l'administració pública.
Dels 10 establiments de servei als particulars que hi havia el 2009, 2 eren tallers de reparació d'automòbils i de material agrícola, 1 taller d'inspecció tècnica de vehicles, 1 paleta, 3 fusteries, 1 electricista, 1 empresa de construcció i 1 restaurant.
L'únic establiment comercial que hi havia el 2009 era una floristeria.
L'any 2000 a Coulomby hi havia 16 explotacions agrícoles que ocupaven un total de 704 hectàrees.

## Equipaments sanitaris i escolars
El 2009 hi havia una escola elemental integrada dins d'un grup escolar amb les comunes properes formant una escola dispersa.

## Poblacions més properes
El següent diagrama mostra les poblacions més properes.